# NGC 37
NGC 36 är en linsformad galax i stjärnbilden Fenix. Den upptäcktes den 2 oktober 1836 John Herschel.

### Fotnoter
1. 1 2 3 4  ”NED results for NGC 37”. NED via University of California. http://nedwww.ipac.caltech.edu/cgi-bin/nph-objsearch?objname=NGC+37&extend=no&hconst=73&omegam=0.27&omegav=0.73&corr_z=1&out_csys=Equatorial&out_equinox=J2000.0&obj_sort=RA+or+Longitude&of=pre_text&zv_breaker=30000.0&list_limit=5&img_stamp=YES. Läst 9 mars 2009.